# Emissarien i Haag

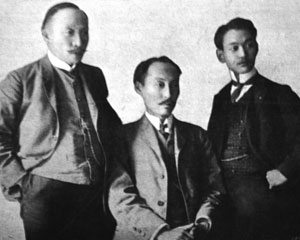
De tre sändebuden Yi Jun, Yi Sang-Seol och Yi Wi-Jong

Emissarien i Haag var ett initiativ av den koreanske kejsar Gojong som i hemlighet skickade tre emissarier till den andra fredskonferensen i Haag 1907 för att protestera att Japan tvingat Korea att bli ett japansk protektorat efter det rysk-japanska kriget 1905. De dåvarande stormakterna vägrade att tillåta att Korea skulle få delta i konferensen och som en konsekvens tvingade Japan den koreanske kejsaren att abdikera till förmån för sin son, Sunjong av Korea.